# Athenree
Athenree ist ein kleiner Wohn- und Urlaubsort an der Küste der Bay of Plenty auf der Nordinsel von Neuseeland.

## Namensherkunft
Der britische Kronanwalt und Unterhausabgeordnete John Stewart (um 1758–1825) wurde 1803 in Anerkennung seiner Mitwirkung am Act of Union 1800 als Baronet geadelt. Nach einer seiner Besitzungen dem Ort „Athenree“ bei Omagh im nordirischen County Tyrone erhielt sein Baronettitel die territoriale Widmung „of Athenree in the County of Tyrone“. Sein jüngerer Sohn (Mervyn Stewart) heiratete Frances Vesey. Von den drei Söhnen aus dieser Ehe wanderten die beiden jüngeren nach Neuseeland aus. Der jüngeste dieser beiden, George Vesey Stewart (1831–1920), gründete 1875 den Ort Katikati, sein Bruder Huge Stewart errichtete um 1878 weiter nördlich ein Anwesen, aus dem sich der heutige Ort entwickelte und nannte es nach dem Titel bzw. der Herkunft seiner Familie „Athenree“.

## Geographie
Athenree liegt knapp 50 km nordwestlich von Tauranga am Ende der kleinen langgestreckten Bucht namens The Ford, die dem Tauranga Harbour zugeordnet wird. Verkehrstechnisch ist der Ort über eine ca. 4 km lange Zugangsstraße an den New Zealand State Highway 2 angeschlossen, der Athenree neben Tauranga mit dem knapp 20 km entfernten Waihi im Nordwesten verbindet.

## Geschichte

### Voreuropäische Besiedlung
In dem Gebiet um Athenree wurden bei archäologischen Untersuchungen auf einer Fläche von 5 km² die Nachweise von acht Pā (Dorf der Māori) gefunden. Drei von ihnen konnten auf ein Alter von zwischen 300 und 400 Jahre geschätzt werden. Weiterhin fand man drei eindeutige Beweise dafür, dass die Gegend schon vor 500 Jahren von Māori besiedelt war.
Die erste Landvermessung fand 1869 durch Charles Blomfield statt. Er erstellte damit die Grundlage für die spätere Besiedelung durch die Europäer.

### Athenree Homestead
1878 segelte Huge Stewart mit seiner Frau Adela, seinem 9 Jahre alten Sohn und seinen beiden Eltern nach Neuseeland, um bei der Ausführung des einzigen geplanten irischen Siedlungsprojektes in Neuseeland zu helfen. 1875 hatte sein Bruder George Vesey Stewart 4076 ha Land von der neuseeländischen Regierung zugesprochen bekommen, um das Projekt in Katikati starten zu können. Das von Huge und seiner Frau Adela für ihre Ansiedlung ausgewählte Land nannten sie „Athenree“ (siehe oben Namensherkunft).
Obwohl Adela der High Society Englands entstammte, engagierte sie sich in Obstanbau und Gartenbau. Ihre selbst hergestellten Obstsäfte und Konfitüren verkaufte sie auf dem Markt der durch den Goldrausch wachsenden Stadt Waihi. Auch organisierte sie Picknicks an der See für die Gesellschaft der Gegend. So wurde Athenree ein zentraler Ort gesellschaftlichen Geschehens bis zur Jahrhundertwende. Krankheitsbedingt wurde das Gehöft Athenree 1906 verkauft und nach der Rückkehr nach England starb Hugh Stewart im Jahr 1909. Seine Frau Adela schrieb und veröffentlichte ihre Memoiren mit dem Buch My Simple Live in New Zealand (Mein einfaches Leben in Neuseeland). Nachdem das Buch veröffentlicht worden war, kehrte sie 1910 zurück nach Neuseeland, wo sie einen Tag nach ihrer Ankunft verstarb. Sie wurde auf dem Friedhof von Katikati beerdigt.
Athenree Homestead verfiel nach wechselnden Besitzern in den Jahren. 1991 kaufte der Western Bay of Plenty District das Anwesen, bildete den Athenree Homestead Trust, renovierte das Haus und machte das Gebäude samt Garten der Öffentlichkeit als Museum zugänglich.

### Entwicklung des Ortes
- 1890 bekam Athenree sein eigenes Postamt und Huge Stewart wurde zum Postmeister ernannt.
- 1912 wurde der Ort über eine Straße an Waihi Beach angeschlossen.
- 1928 wurde die Eisenbahnlinie durch den Ort gebaut und Athenree bekam seinen eigenen Bahnhof.
- 1932 kam der erste elektrische Strom nach Athenree.
- 1934–1935 wurde dem Tauranga County Council bewusst, dass Athenree zu seinem Amtsbezirk gehörte und tat von da an mehr für die Entwicklung des Ortes.
- 1949 wurden lediglich knapp 20 Häuser in Athenree gezählt, von denen die Hälfte als Ferienhäuser verwendet wurden.
- In den 1960ern wurde weiteres Land für die Bebauung ausgewiesen.
- Ende der 1960er zählte Athenree um die 100 Bewohner und bezeichnete sich als die kleinste County Stadt in Neuseeland. Der Community Council (Gemeinderat) wurde von lediglich 5 Mitgliedern geführt.
- 2002 wurde in dem Buch von Hank Hanlen angemerkt, dass Athenree frei von Arbeitslosigkeit sei.

## Bevölkerung
Zum Zensus im Jahr 2013 wurde 672 Einwohner gezählt, 9,8 % mehr als zum Zensus des Jahres 2006.

## Tourismus
Der sehr ruhige Ort verfügt heute über einen bescheidenen Tourismus. Der bevorzugt von Familien mit Kindern besuchte Campingplatz verfügt über zwei 35 °C und 39,5 °C warme Pools, die von einer Thermalquelle des Ortes gespeist werden. Dazu kommen Tagesausflügler, die die seichte Bucht des Ortes besuchen.
Eine weitere Einnahmequelle stellt seit vielen Jahren der Obstanbau in der Gegend dar.